# Euornithopoda
De Euornithopoda zijn een groep ornithischische dinosauriërs die behoren tot de ruimere groep van de Cerapoda.
De algemene restgroep van facultatief tweevoetige plantenetende dinosauriërs had al sinds de negentiende eeuw de naam Ornithopoda. Binnen de soorten waarvan men aannam dat ze tot de Ornithopoda behoorden, was een subgroep die zo afwijkend was dat die zich vermoedelijk het eerst van de rest had afgesplitst: de Heterodontosauridae. Daarom was er een naam nodig voor de andere tak en Paul Sereno gaf die in 1986: Euornithopoda, de "ware" ornithopoden.
In 1998 gaf Sereno ook de eerste definitie als klade: alle ornithopoden nauwer verwant aan Parasaurolophus dan aan Heterodontosaurus. In 2005 gaf hij een exactere en nauwere definitie: Parasaurolophus walkeri en alle soorten nauwer verwant aan Parasaurolophus dan aan Heterodontosaurus tucki, Pachycephalosaurus wyomingensis, Triceratops horridus en Ankylosaurus magniventris. Dat een dergelijke voorzichtigheid niet overbodig is, bleek in 2006, toen de ontdekking van Yinlong het waarschijnlijk maakte dat de Heterodontosauridae de zustergroep vormen van de Marginocephalia in plaats van de Euornithopoda, die hun naam dus eer aandoen. De traditionele interpretatie van Ornithopoda lijkt dus onjuist te zijn. Traditioneel zou men nu gewoon de naam behouden, Heterodontosauridae eruit gooien en de naam Euornithopoda als overbodig vergeten. Bij kladistische definities zou echter juist het omgekeerde moeten gebeuren: de definitie van Ornithopoda blijft behouden en die naam is dus onnuttig geworden als vermoedelijk synoniem van Cerapoda — en Euornithopoda vervangt haar in het woordgebruik als normale algemene aanduiding. Aangezien kladistische definities nog nergens officieel vastgelegd kunnen worden — de PhyloCode die daarvoor zorg zou moeten dragen, is nog niet in werking getreden — kan het echter gebeuren dat men toch de traditionele weg kiest en de definitie van Ornithopoda aanpast, een mogelijkheid waarin de PhyloCode overigens ook voorziet.
Een soortgelijk probleem zou zich echter ook binnen Euornithopoda kunnen voordoen, want de analyse van Butler in 2005 had als uitkomst dat de Hypsilophodontidae niet de zustergroep zouden vormen van de Iguanodontia. Dit is echter nog zeer onzeker.

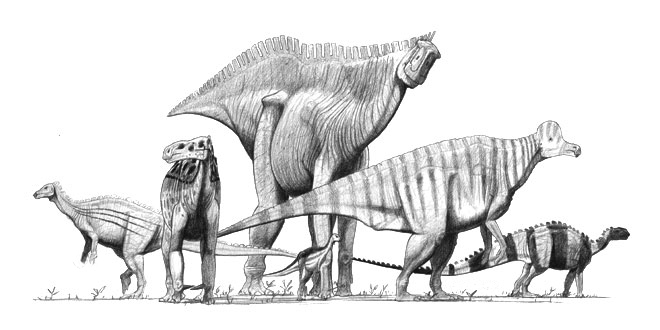
Een verzameling typische Euornithopoda: aan de uiterste linkerkant Camptosaurus, daarnaast Iguanodon; in het midden de reus Shantungosaurus met op de voorgrond de kleine Dryosaurus. Rechts van hem Corythosaurus en uiterst rechts Tenontosaurus. Onder Corythosaurus zien we de piepkleine Heterodontosaurus die vermoedelijk niet nauw aan de rest verwant is. Dit is een werk van John Conway